# Dubai Festival City
xxxxnhỏ|189x189px|Logo Dubai Festival City ]]
Dubai Festival City (tiếng Ả Rập: دبي فستيفال سيتي) là một khu dân cư lớn cùng ngành kinh doanh và giải trí phát triển tại thành phố Dubai, Các Tiểu vương quốc Ả Rập thống nhất, thuộc sở hữu của tập đoàn Al-Futtaim. Được gọi là "thành phố trong một thành phố", Dubai Festival City là sự phát triển sử dụng văn hóa Trung Đông: tất cả các yếu tố cho công việc, sinh hoạt và giải trí sẽ được xây dựng trong dự án. Sau khi hoàn thành Festival City sẽ bao gồm một loạt các cộng đồng dân cư, nhiều khách sạn, trung tâm mua sắm, sân golf và các trang web giải trí khác và một bộ đầy đủ các dịch vụ công cộng, bao gồm cả trường học.

## Miêu tả
xxxxnhỏ|326x326px|Dubai Festival City vào ban đêm]]
Được thực hiện bởi Al-Futtaim và Carillion bắt đầu vào năm 2003 và dự kiến sẽ mất 12 năm. Dự án kéo dài 3,8 km trên bờ phía đông của nhánh sông Dubai và cách Sân bay Quốc tế Dubai 2 km. Tính đến giữa năm 2006, các khoản đầu tư vào dự án đã vượt quá 11 tỷ AED (3 tỷ USD).

## Khách sạn
Bao gồm hai khách sạn và một khu căn hộ dịch vụ lưu trú dài hạn, tất cả đều do InterContinental Hotels Group quản lý. Vào tháng 7 năm 2009, InterContinental tiếp quản công việc quản lý sân golf Al Badia. Những phát triển trong tương lai bao gồm 400 phòng Four Seasons Hotel Dubai, nhưng việc xây dựng cả hai khách sạn đã bị hoãn lại vào tháng 1 năm 2009 do cuộc khủng hoảng tài chính toàn cầu 2007-2008.

## Trung tâm mua sắm Dubai Festival City
Festival Waterfront Center, là trung tâm bán lẻ bao gồm IKEA, siêu thị HyperPanda (siêu thị đầu tiên của Ả Rập Xê Út ở nước ngoài, hiện đã được thay thế bằng siêu thị Carrefour) và Ace Hardware (lớn nhất Bắc Mỹ).